# 유성 (평향절후)
유성(劉成, ? ~ ?)은 전한의 제후로, 평간경왕의 손자이다.

## 행적
아버지 유임의 뒤를 이어 평향후(平鄕侯)에 봉해졌다. 시호를 절이라 하였고, 작위는 아들 유양이 이었다.

## 출전
- 반고, 《한서》 권15하 왕자후표 下

| 선대 아버지 평향효후 유임 | 전한의 평향후 ? ~ ? | 후대 아들 유양 |